# Marcel Havrenne
Marcel Havrenne, né à Jumet le 27 avril 1912 et mort à Bruxelles le 10 juin 1957, est un poète belge d'expression française.
Il était membre du groupe surréaliste Rupture.

## Vie
Marcel Havrenne a joué dans Perséphone (1951), le seul film du groupe CoBrA.

## Œuvres
- La Main heureuse, 1950
- Pour une physique de l'écriture, 1953
- Ripopées, 1956
- Du pain noir et des roses, 1957